# Fundació Barcelona Olímpica
La Fundació Barcelona Olímpica és una fundació ubicada al Museu Olímpic de Barcelona, creada el febrer de 1993 per donar una continuïtat al llegat dels Jocs Olímpics d'Estiu de 1992, celebrats a Barcelona. Així doncs, des del COOB'92 (Comitè Organitzador Olímpic Barcelona'92) es va crear una fundació els patrons de la qual serien representants de les institucions que formaven part del comitè original així com persones que es consideressin adients per a formar part del patronat.

## Història
La Fundació Barcelona Olímpica es va crear arran de la dissolució del COOB'92 amb la voluntat de mantenir el llegat dels Jocs Olímpics de Barcelona. La dotació inicial de la fundació es va realitzar amb vint milions de pessetes, a més el superàvit final que es va obtenir un cop liquidats els drets de propietat intel·lectual i industrial derivats dels Jocs de Barcelona. Tot i que la major part de la documentació escrita dels Jocs va passar a mans de l'Institut Municipal d'Història de Barcelona, la fundació disposa d'un arxiu amb un important recull de documents escrits a més del material del Departament de Documentació del COOB'92. Igualment, disposa d'una part audio-visual amb unes 150.000 fotografies i gairebé 6.000 cintes de vídeo, que s'havien creat amb la doble intenció de donar suport a l'organització i crear el fons documental que romandria un cop acabats els Jocs Olímpics de Barcelona 1992.
En un principi la seu de la fundació es trobava a l'interior de l'Estadi Olímpic Lluís Companys, en un espai de 1535 m² acondicionat pels arquitectes Ricard Sans i Lluís Samaranch i que contenia espais d'exposició permanent i temporal (la Galeria Olímpica), fototeca, videoteca, arxiu i sala de consulta; recepció i botiga; administració, auditori i espai dedicat a l'olimpisme. Des de l'any 2007, la seu es troba al Museu Olímpic i de l'Esport.

### La Galeria Olímpica
La Galeria Olímpica va ser la solució que en el seu moment es va donar des de la Fundació Barcelona Olímpica per a l'exposició dels cartells oficials, medalles, premis, objectes promocionals, material esportiu dissenyat per als Jocs. Aquest espai es va situar, en un primer moment, a l'Estadi Olímpic en una exposició que es va anomenar "Barcelona Olímpica". Va entrar en funcionament el 25 de juliol de 1993, amb motiu del primer aniversari de la inauguració dels Jocs Olímpics de Barcelona. Atès que disposava d'un espai expositiu relativament petit, de menys de 700 m², es trobava en un espai de difícil accés i el nombre de visitants havia disminuït amb el temps, l'any 2003 es va començar a plantejar l'interès de renovar l'espai ubicant-lo en un espai més accessible de l'Estadi Olímpic conformant un espai destinat a la difusió dels Jocs Olímpics de Barcelona, els esportistes més rellevants de l'Estat espanyol i l'exposició d'obres d'art de temàtica esportiva. El Museu Olímpic i de l'Esport es va inaugurar el 21 de març de 2007 en un espai proper a l'estadi.

## Estructura
L'òrgan de govern de la Fundació Barcelona Olímpica és un Patronat integrat, amb càrrec vitalici, per persones representants de les institucions que van formar part del COOB'92: Ajuntament de Barcelona; Comitè Olímpic Espanyol; Administració de l'Estat, mitjançant el Consejo Superior de Deportes; la Generalitat de Catalunya, mitjançant la Secretaria General de l'Esport així com diverses persones vinculades de manera directa amb els Jocs Olímpics i la pràctica esportiva. En aquest sentit, han format part del patronat de la fundació, entre d'altres, persones com: Joan Antoni Samaranch, Josep Miquel Abad, Romà Cuyàs, Pasqual Maragall, Carles Ferrer Salat, Josep Lluís Vilaseca, Leopoldo Rodés, Enric Truñó o Miquel Torres.

## Objectius
Els objectius de la fundació són: 
- Difondre la realitat dels Jocs Olímpics de Barcelona i promoure i investigar els valors culturals, ètics, esportius i altres que emanen de l'ideal olímpic.
- Establir, mantenir i promoure d'un espai expositiu i un centre d'informació permanent i de recerca obert al públic que ofereixi una visió global dels Jocs Olímpics de Barcelona i l'olimpisme.